# متن
نوشتار (به انگلیسی: Text) (در عربی: اَلْمَتْنْ) در فلسفۀ ادبیات نوشته‌ای است که قابلیت آن را دارد تا توسط شمار نامحدودی از مخاطبان به گفتار زنده تبدیل شود. به این ترتیب، نوشتار گفتمانی است که با نوشتن تثبیت شده‌است و بیان‌کننده احساسات، عواطف، کنش‌ها، واکنش‌ها و هر معنای کاملی است که نویسنده، در قالب آن، به مخاطب می‌رساند؛ و از این رو که می‌تواند مخاطبانی در بینهایت زمان و مکان داشته باشد، محیرالعقول است. متن، جادوی رسانه است.
نوشتار مجموعه‌ای واقعیات است که به عنوان نشانه‌ها به کار می‌رود و به قصد انتقال معانی خاص به یک شنونده، در یک بافت معین انتخاب و تنظیم می‌شود.
یکی از مفاهیمی که در رویکردها و جریان‌های نقد و نظریهٔ ادبی به‌طور گسترده و فراگیر حضور دارد؛ «نوشتار» و مفاهیم، همبسته و وابسته به آن است.
نوشتار در نظریه ادبیT به هرچیزی گفته می‌شود که بتوان آن را خواند؛ چه کتاب ادبی، دستورالعمل آشپزی یا تبلیغات سطح شهر، طرح بر روی لباس، نوع چینش صندلی‌ها در یک سخنرانی و مانند آن. متن مجموعه منسجمی از نشانه‌هاست که نوعی از پیام آگاهی‌دهنده را انتقال می‌دهد. این نشانه‌های قراردادی به جای این که وجه فیزیکی‌شان یا نقش میانجی‌گرانه‌شان مورد نظر باشد، برحسب محتوای پیامی که انتقال می‌دهند، بررسی می‌شود.

## ویژگی‌های نوشتار
واقعیت یک نوشتار باید قابل درک باشد، خواه به وسیله حواس مانند درک خطوط، اشکال و ایماها و اشاره‌ها یا ادراک پدیدار شناسانه مانند ادراک تصورات ذهنی.
این واقعیات قابل ادراک باید به عنوان نشانه‌ها به کار روند، یعنی آنها باید معنادار باشند. این نشانه‌ها باید به گونه‌ای انتخاب و تنظیم شوند که نوشتار‌نگار (نویسنده و…) بتواند معنای مشخصی را به شنونده در یک بافت معین منتقل سازد.

## نوشتار تنها به نوشته محدود نمی‌شود
نوشتار محدود به نوشته نمی‌شود. بلکه نوشتار می‌تواند اظهار شود، نوشته شود، عمل شود یا اندیشه شود. نوشتار هر سخن و اثر هنری را هم مانند نگارگری، سینما و موسیقی در بر می‌گیرد. به عبارت دیگر هر اثری که برای مخاطب پیامی داشته باشد در قلمرو نوشتار جای می‌گیرد و باید به تفسیر آن پرداخت.
برخی مفهوم نوشتار را گسترش داده و اموری چون نمادها، اسطوره‌های دینی و حتی رؤیاها را هم متن می‌خوانند. «پل ریکور» حتی تاریخ را نوشتار تلقی می‌کند، زیرا می‌توان رویدادهای گذشته را طراحی و معانی را برای آنها آفرید.

## نوشتار فقط به کلام محدود نمی‌شود
نوشتار تنها به کلام محدود نمی‌شود، بلکه می‌تواند به هر بستری گفته شود که تفسیر و فهم بر اساس آن انجام می‌گیرد؛ بنابراین، نوشتار می‌تواند انواع مختلفی داشته باشد: نوشتار کلامی شامل محاورهٔ گفتاری، سخنرانی، کتاب، نامه، شعر، متن موسیقایی، نوشتار تصویری مانند نقاشی و عکس؛ یا حتی اندیشه‌های ذهنی. به عنوان مثال، برنامه‌های رادیویی، به عنوان متون رادیویی، دربرگیرندهٔ کلام، موسیقی، آواز یا متن سینمایی.
نوشتار سینمایی یک متن چندلایه است که از لایه‌های کلامی، تصویری (متحرک)، موسیقایی، و اصوات تشکیل شده‌است
باید از نوشتار‌های رایانه‌ای و دیجیتالِ نوین نیز نام برد که در آن افزون بر مشاهدهٔ نوشتار نوشته‌ای، با گرافیک و رنگ‌های متنوع، با نمایش‌های متحرک‌گونه (انیمیشن) یا فیلم‌مانند و نیز صوت و موسیقی مواجه می‌شویم.